# Checo Placerean
Checo Placerean (Francesco Placereani, Montenars, 30 de novembre de 1920 - Udine, 18 de novembre de 1986) fou un sacerdot, escriptor i activista friülès. Fou ordenat sacerdot el 1944, i el 1948 marxà a l'Argentina. Quan tornà fou un dels impulsors de l'adopció del nacionalisme friülès dins l'església del Friül, al que ajudà la seva capacitat d'oratòria i de treball.
Juntament amb Antoni Beline fou un dels impulsors de la traducció de la Bíblia al friülès, que inicià el 1958 amb traduccions des del grec antic, i el 1977 publicà també un missal. Cap al 1962 fou un dels fundadors d'Int Furlane i el 1966 va impulsar el Moviment Friül. També fou un dels inspiradors de la "Mozion dal clericât pal svilup sociâl dal Friûl" del 1966. També fou cap reconegut de Glesie furlane i membre del comitè que reclamà una Universitat per al Friül. Va escriure alguns contes.